# Elektroinstalační krabice

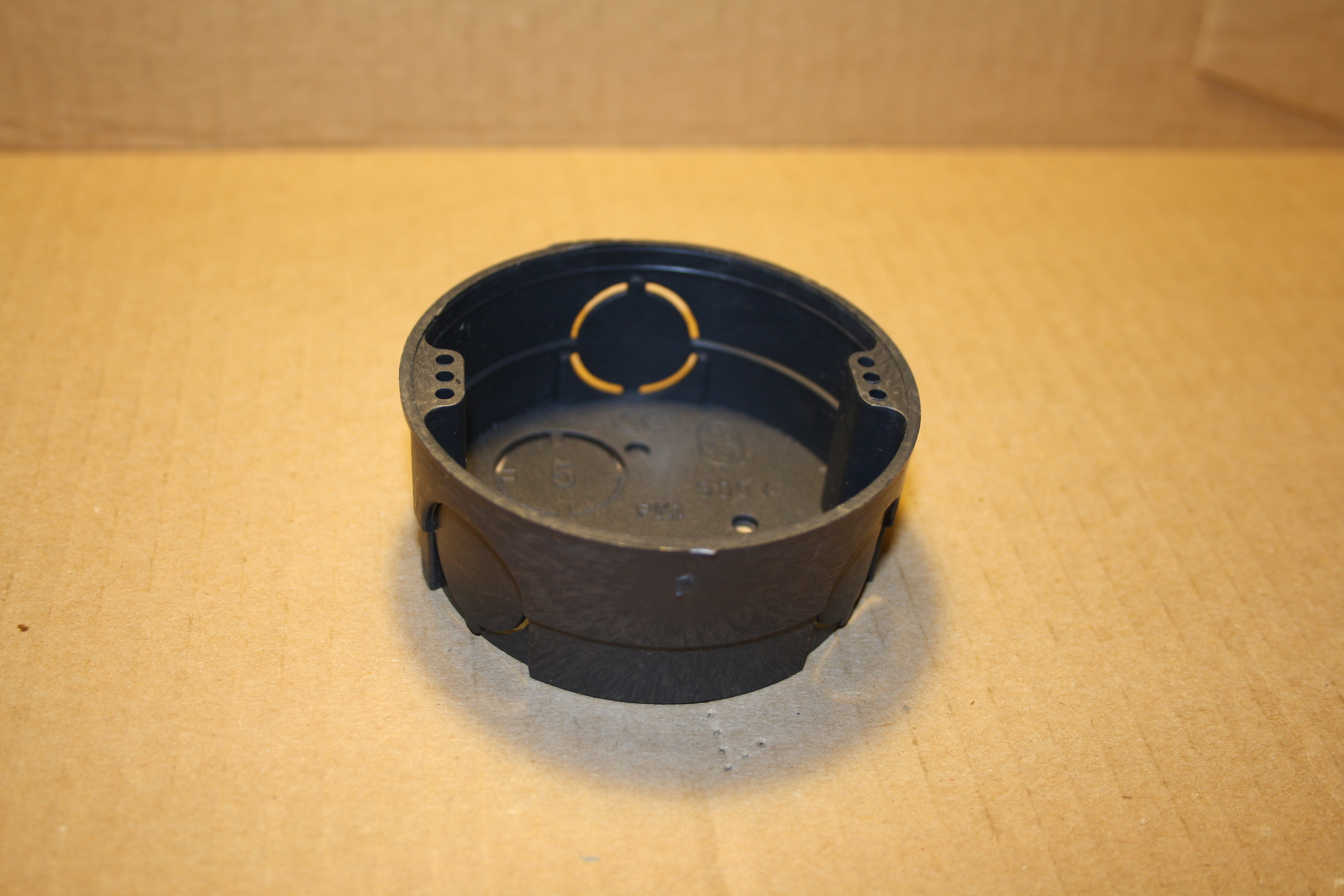
Elektroinstalační krabice pod omítku, nízká

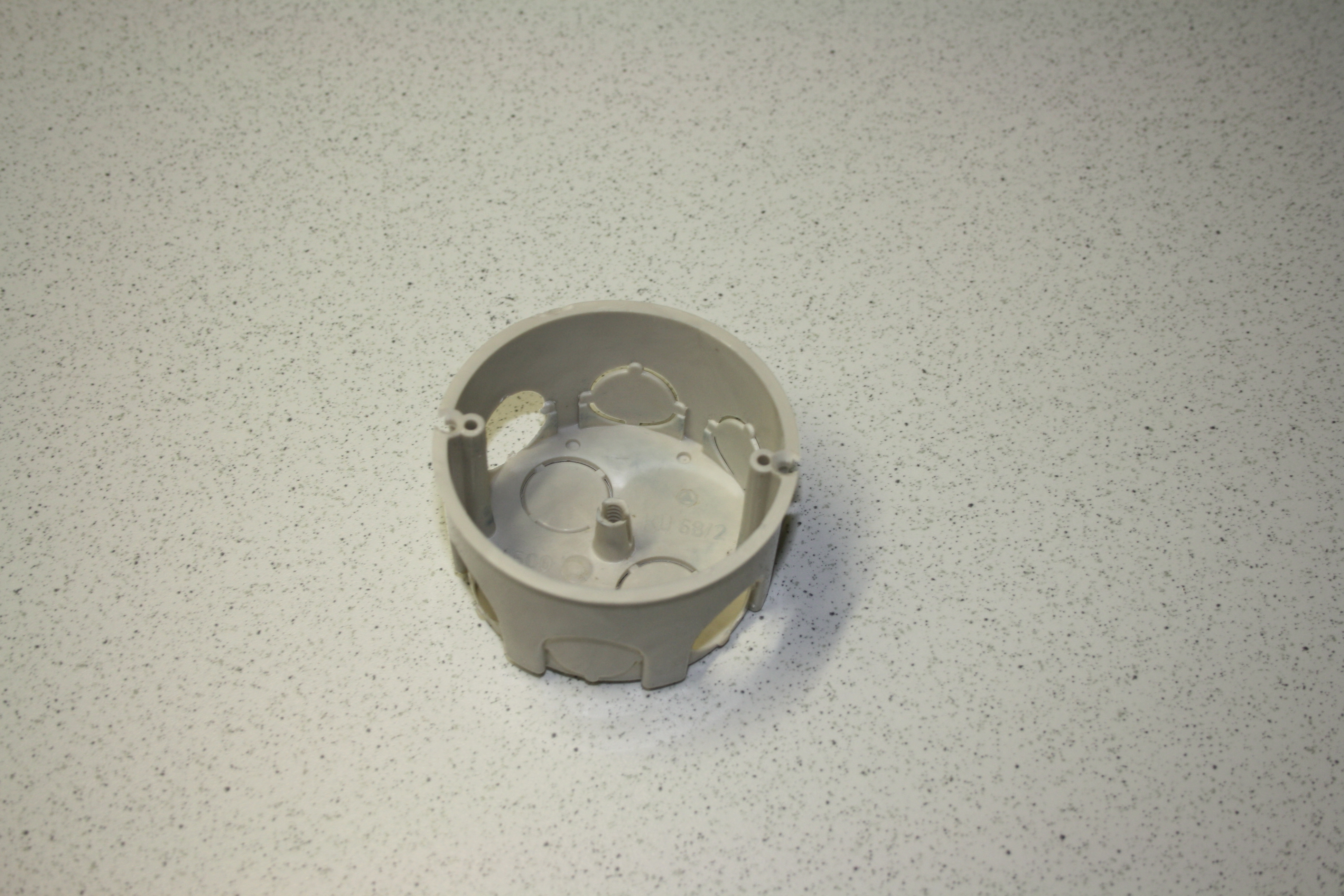
Elektroinstalační krabice pod omítku, pro rozbočování

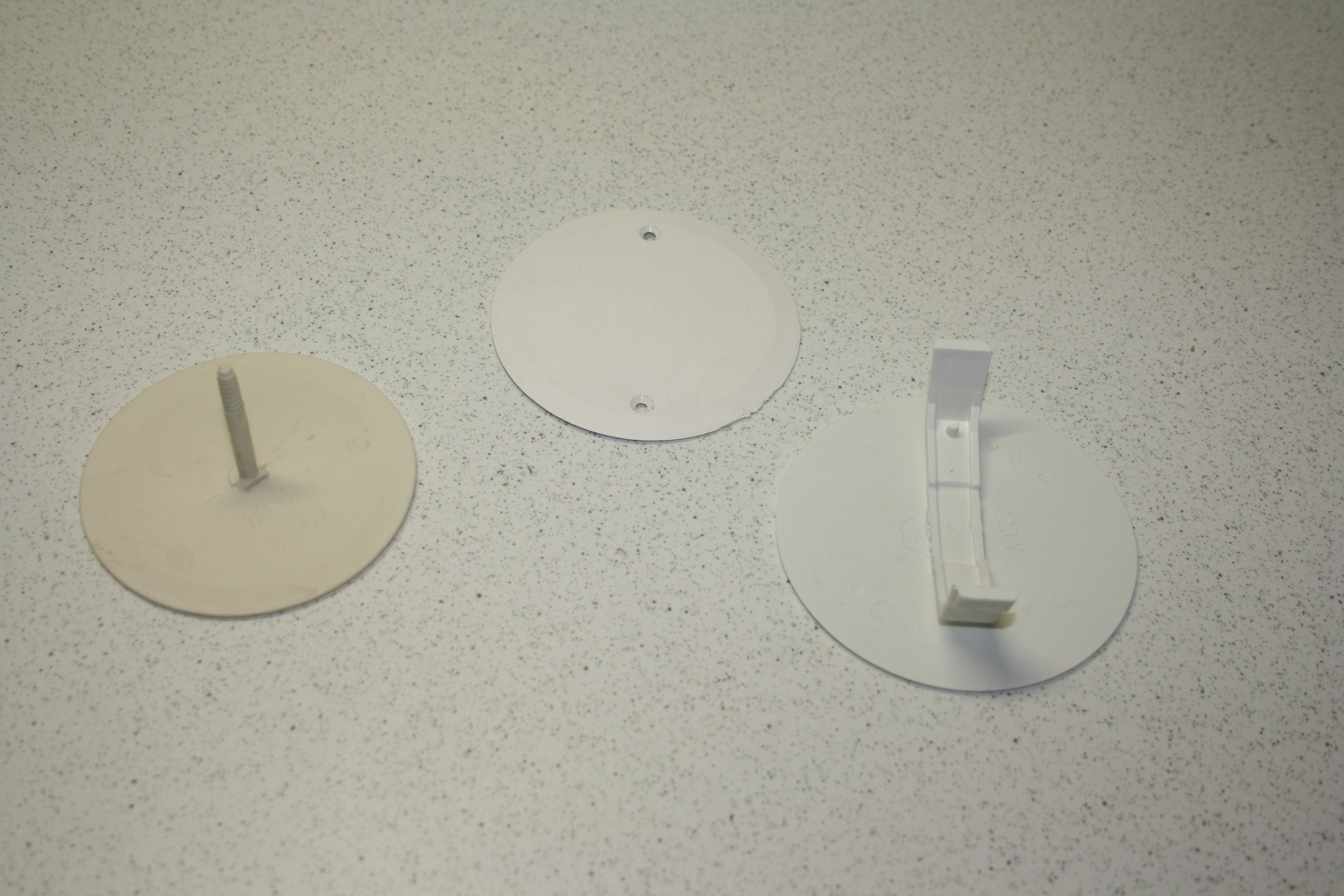
Víčka pro elektroinstalační krabice: pro přišroubování, s trnem, s pružnými křidélky

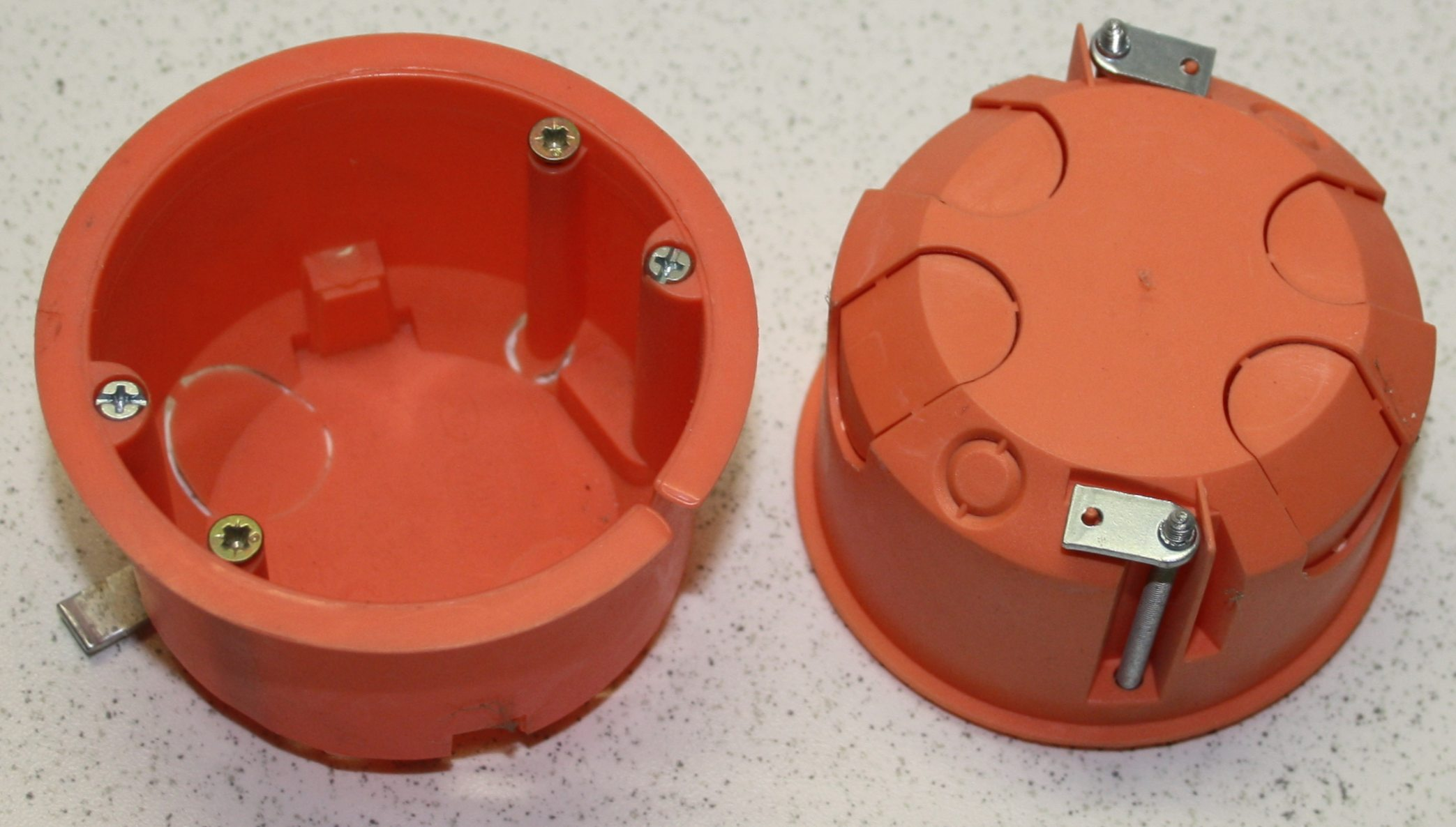
Elektroinstalační krabice do dutých stěn

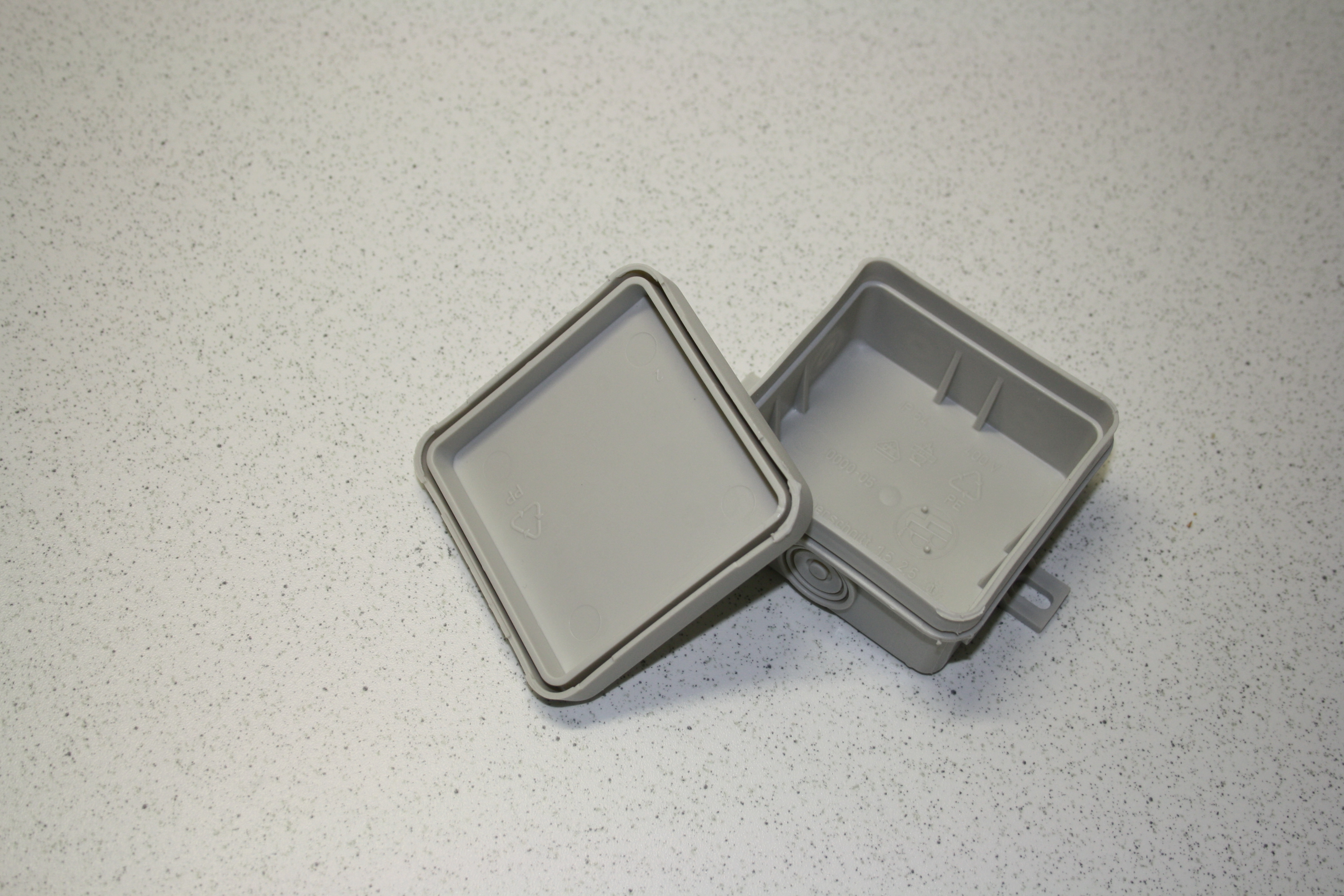
Krabice pro montáž na povrch, zaklapávací víčko

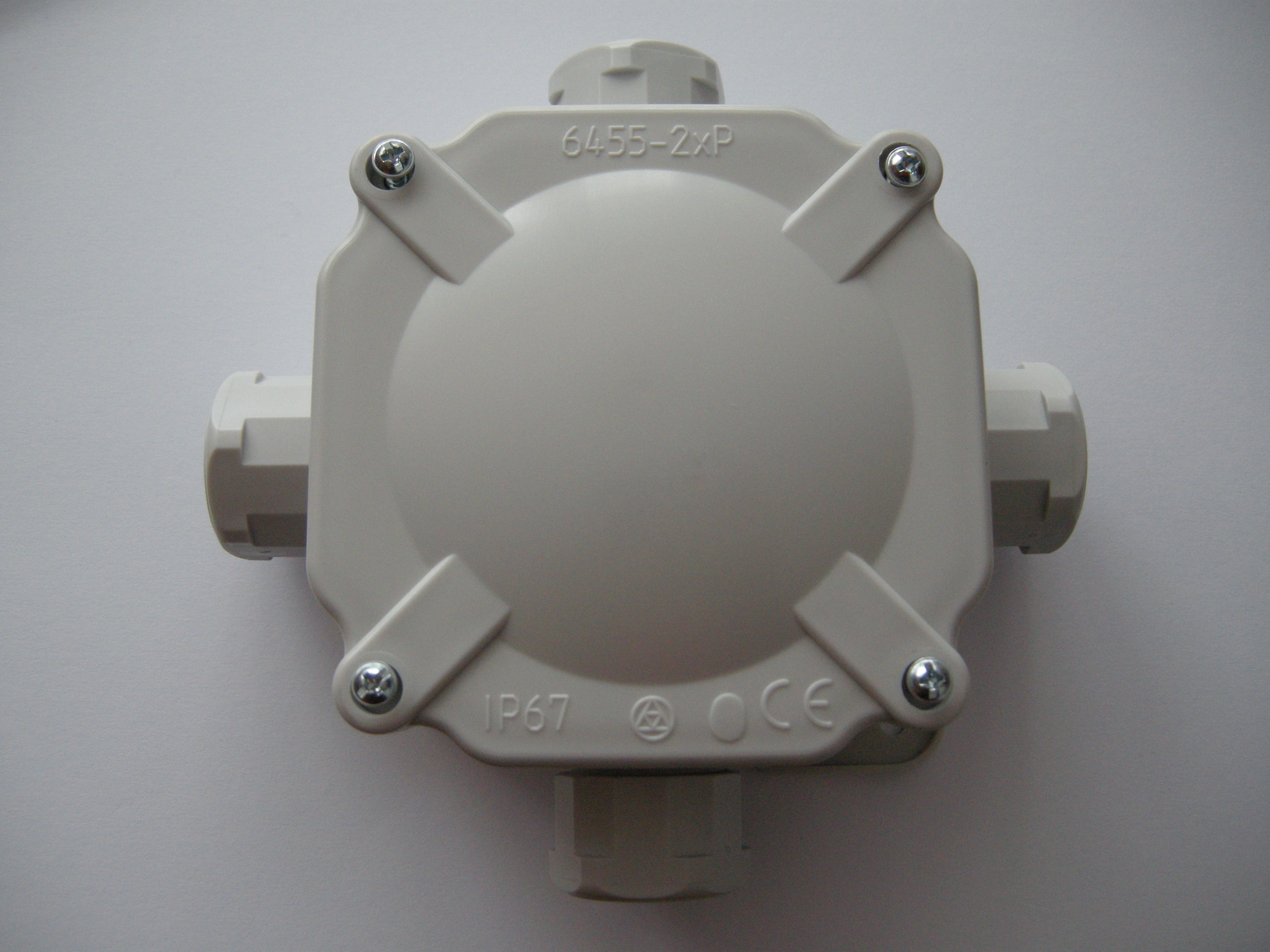
Krabice pro montáž na povrch ve zvýšeném krytí (IP67)

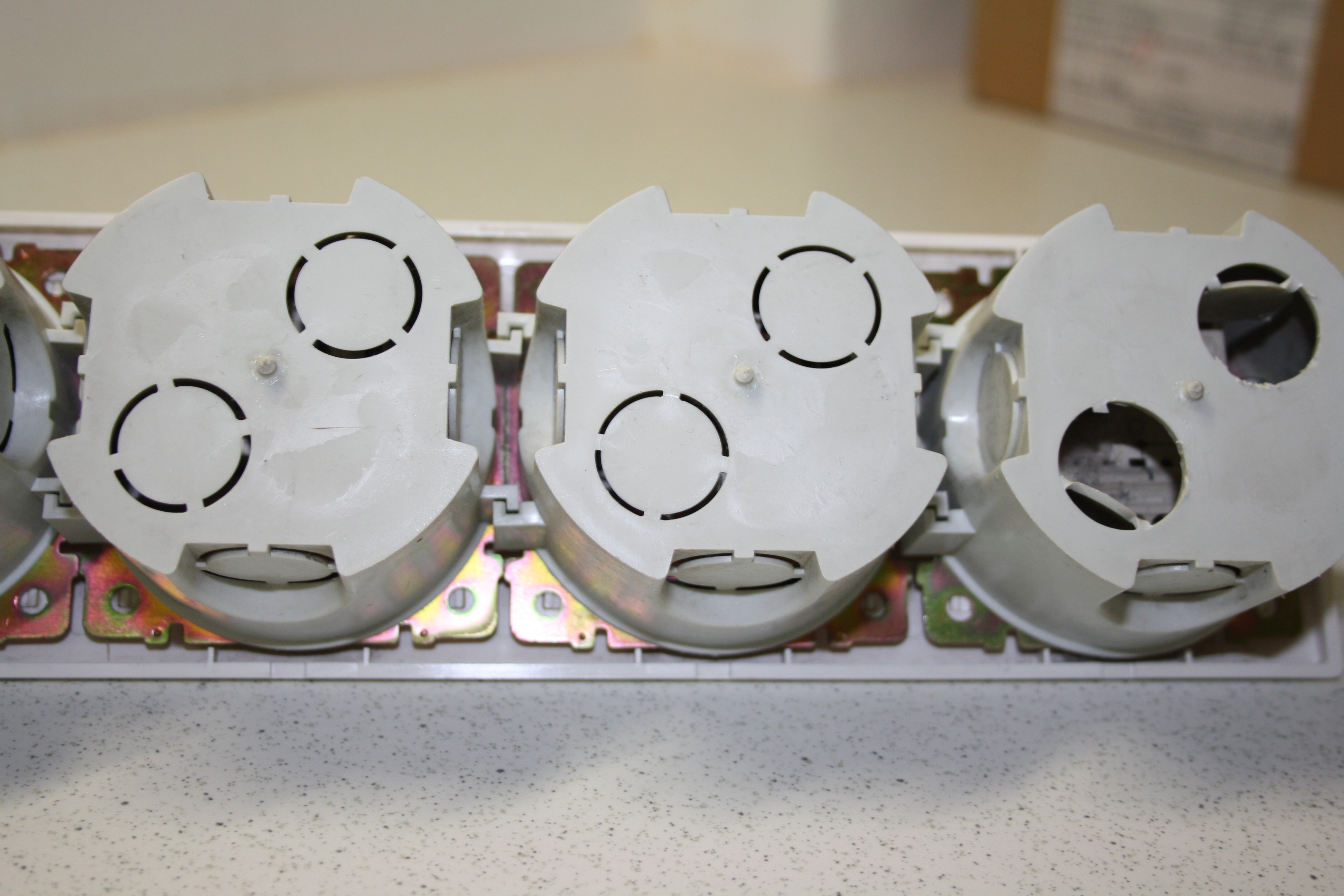
Spojovací krabice pro vícenásobnou montáž přístrojů; pohled na maketu montáže – pohled "ze zdi"

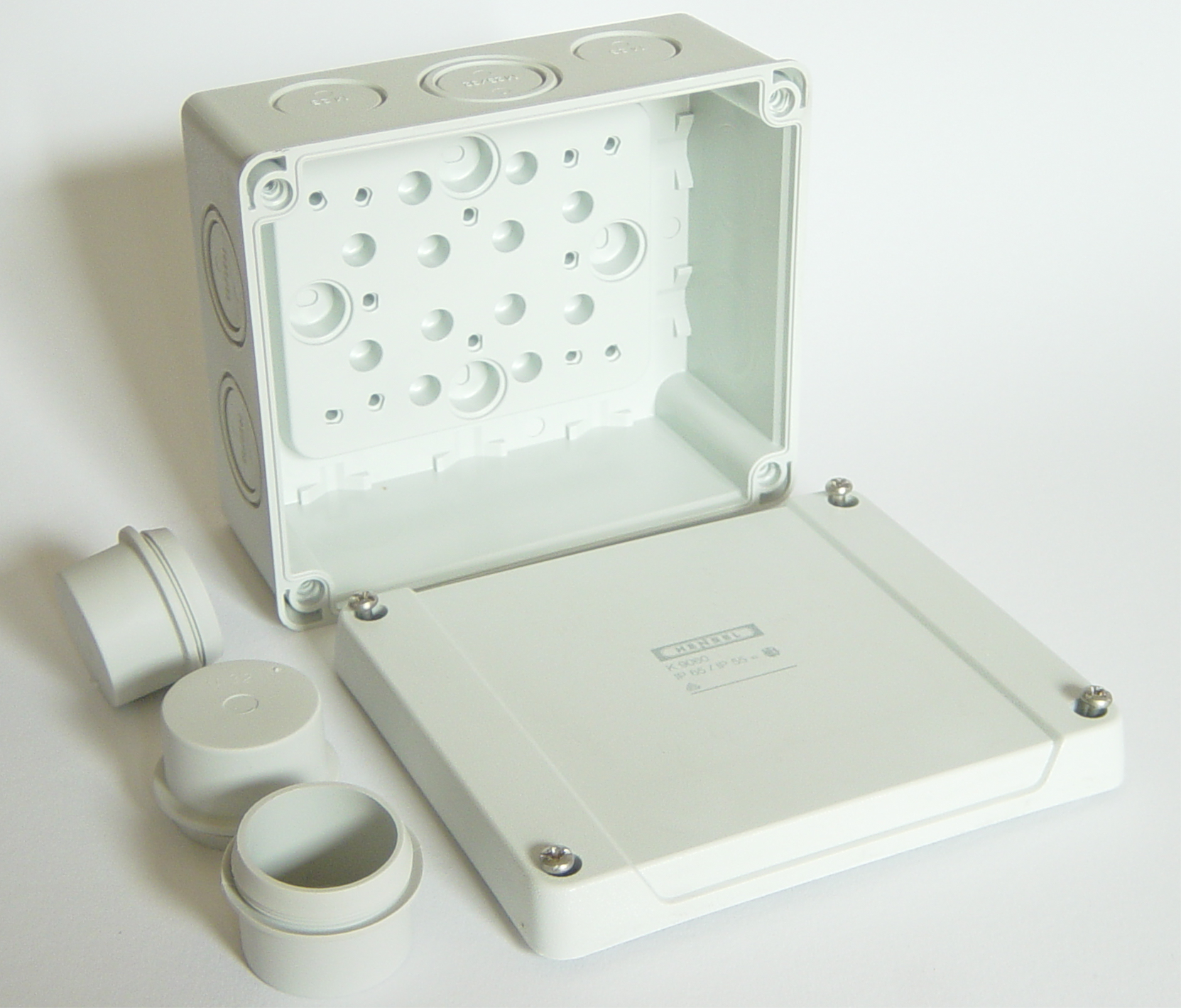
Velká elektroinstalační krabice pro venkovní montáž

Elektroinstalační krabice je elektrotechnická součástka používaná v pevných elektrických rozvodech nízkého napětí. Slouží k umístění prvků pro propojení vodičů a kabelů, nebo k připevnění zásuvek (silových, slaboproudých, datových) i ovládacích přístrojů (spínačů a ovládačů všeho druhu). Běžně se tímto názvem označují krabice instalované do svislých stěn nebo na jejich povrch. Krabice pro instalaci do podlahy nebo do stropu mají odlišnou konstrukci a svébytné názvy a nejsou v tomto článku popisovány. V literatuře lze narazit na pojmy krabice rozbočovací (pro umístění svorkovnice) a krabice přístrojová (pro montáž vypínače nebo zásuvky). Současné krabice pod omítku i na povrch ale lze použít jako rozbočovací i přístrojové. Krabice ve zvýšeném krytí (pro venkovní použití) jsou převážně rozbočovací, zásuvky a spínače ve zvýšeném krytí se vyrábějí tak, aby je bylo možné montovat přímo na povrch, nevyžadují použití krabice.

## Funkce a základní charakteristiky
Krabice slouží jako místo k propojení kabelů a vodičů v bodech, kde se elektrický rozvod rozbočuje do několika větví nebo kde se napojuje větev procházející do jiné místnosti. Další funkcí může být zakončení kabelu a napojení instalačního přístroje – zásuvky, spínače, ovladače. Stejné krabice mohou zastávat obě funkce. Například silové zásuvky na 230 V AC mají zdvojené svorky a vedení k nim může být provedeno tzv. smyčkováním, kdy průběžně vedený kabel je přerušen právě v zásuvce. Jsou také dostupné elektronické přístroje (časové spínače, stmívače, přijímače dálkového ovládání) přizpůsobené tvarem a velikostí pro montáž do krabice. Krabice slouží buď pouze pro umístění přístroje a kabel je v krabici přerušen, nebo je elektronický přístroj vložen na dno krabice, na kterou je montován ovladač. Typicky takto může být vložen časový spínač do krabice, na niž je namontovaný spínač – tlačítko. Připojovací rozměry krabic pro umístění instalačních přístrojů jsou normalizované pro celou Evropu a není tak problém kombinovat přístroje (i krabice) různých výrobců. Základní vlastnosti krabic popisuje (září 2013) harmonizovaná norma ČSN EN 60670-1: Krabice a úplné kryty pro elektrická příslušenství pro domovní a podobné pevné instalace – Část 1: Všeobecné požadavky.

## Rozdělení krabic
Krabice můžeme dělit podle způsobu montáže na stěnu nebo do stěny, podle toho zda jsou určeny pro samostatný přístroj nebo skupinu elektroinstalačních přístrojů. Další charakteristikou může být materiál, ze kterého jsou zhotoveny. Krabice mohou mít miskovitý tvar, kdy "dno" by mělo být uvnitř stěny nebo doléhat na stěnu a otevřená část je směrována do volného prostoru pro zakrytí instalačním přístrojem nebo k tomu konstruovaným víčkem. Do těchto krabic vstupují kabely zpravidla přes vylamovací otvory, kterých je ve stěnách krabice připraveno několik. Krabice na povrch a se zvýšeným krytím mohou být kompaktní, s utěsněným víkem. Kabely do těchto krabic vstupují přes průchodky nebo kabelové vývodky.

### Rozdělení podle způsobu montáže k podkladu
- krabice pro montáž do stěny, otevřená část je v rovině s povrchem stěny
  - pro zabudování do stěny z nehořlavého materiálu (cihlové zdivo, tvárnice); předpokládá se uchycení do připraveného otvoru ve stěně sádrou; otvor může být vysekaný do zdi sekáčem nebo vyfrézovaný jednoúčelovou hrncovou frézou;
  - pro zabudování do duté stěny (sádrokarton); předpokládá se uchycení pomocí patek a šroubů do přesně vyfrézovaného otvoru (hrncovou frézou); otevřená část krabice má zkosený lem, který přesně zapadne do vyfrézovaného otvoru, z vnitřní strany sádrokartonové desky se proti lemu vzepřou kovové patky přitlačované šrouby (šrouby a patky jsou součástí krabice, před vložením do otvoru jsou skryty ve vybrání na tělese krabice); pro zrychlení montáže může být do vyfrézovaného otvoru vložen nejdříve mezikroužek z měkkého plastu, ten krabici utěsní a vyrovná případné nepřesnosti vzniklé frézováním; otvory pro protažení kabelu mohou být u krabice již z výroby vyplněny elastickým plastem, který utěsní protažený kabel; používání dílů z měkkého plastu má zamezit proudění vzduchu, ke kterému může v dutých stěnách docházet;
  - k montáži do stěny z hořlavého materiálu (dřevo, OSB desky, lamino); tyto krabice jsou konstruovány jako dvouplášťové,
  - k zalití do betonu; součástí krabice jsou zaslepovací krytky připravené k uchycení k bednění, ty nezůstanou součástí krabice a po odbednění stavební konstrukce se odstraní
- krabice pro vložení do parapetních kanálů
- krabice pro montáž na povrch (stěny, nábytku, technického zařízení)
- krabice pro montáž do zateplovacích systémů; může být konstruována jako nástavec, který se připevní na nosnou zeď na původní elektroinstalační krabici a vytvoří tunel pro protažení kabelu k přístroji, který musí být na povrchu stěny (např. vypínač na dodatečně zateplené vnější stěně domu); nevýhodou je vznik tepelného mostu v místě takového tunelu;
  - pro samostatnou montáž, jako součást rozvodu v elektroinstalačních lištách
  - pro montáž společně s elektroinstalačními kanály, krabice jsou tvarově kanálům přizpůsobeny, nelze je montovat samostatně
  - do prostředí vyžadujícího zvýšené krytí

### Samostatná nebo skupinová montáž krabic
Jde především o krabice k montáži do stěn, krabice pro vkládání do parapetních kanálů jsou pro spojování určeny všechny.
- výhradně pro samostatnou montáž, nelze použít pro instalační přístroje ve vícenásobných rámečcích; pro montáž do stěn různé tloušťky a z různých stavebních materiálů může být „hloubka“ krabice různá; jeden z českých výrobců nabízí až tři různé hloubky krabic;
- pro spojování, k montáži instalačních přístrojů ve vícenásobných rámečcích, krabice by umožnily i samostatnou montáž, ale vzhledem ke složitějšímu tvaru jsou dražší, než krabice pro samostatnou montáž; počet spojených krabic zpravidla limituje výrobce přístrojů tím, jaké vyrábí rámečky; maximální počet bývá ve vodorovném i svislém směru pět kusů přístrojů; k vlastnímu spojení krabic slouží tvarové výstupky vylisované už při výrobě krabice,
- krabice předurčená pro montáž přístrojů ve vícenásobných rámečcích, nedělená; výhodou je spolehlivější dodržení roztečí pro montáž instalačních přístrojů;

## Zakrytí krabic, které nejsou využity pro montáž instalačních přístrojů
Elektroinstalační krabice, v nichž jsou umístěny svorky, svorkovnice nebo drobné elektronické přístroje musí být ze strany volného prostoru zakryty k tomu konstruovaným víčkem. Krabice určené do stěny (pod omítku) měly ve starším provedení uprostřed výstupek, do kterého se šroubovalo víčko s trnem. Při opakované demontáži a montáži hrozilo rozlomení výstupku a následně nutnost celou krabici vysekat ze zdi a nahradit. Další možností je víčko přišroubované šrouby do otvorů připravených pro montáž instalačních přístrojů. Při použití šroubů s nekvalitní povrchovou ochranou ale hrozí nevzhledná koroze díky tomu, že víčka se při malování místností běžně přetírají malířským nátěrem na vodní bázi. Jednou z možností zakrytí jsou i víčka s pružnými vroubkovanými křidélky, která v krabici drží díky pružnosti plastu. Krabice s vyšším krytím, určené pro montáž na povrch jsou konstruovány pro opakovanou montáž víka. Víko bývá přichyceno šrouby v rozích (je-li krabice čtyřúhelníkového tvaru) a z vnitřní strany opatřeno elastickým těsněním.

## Montáž instalačních přístrojů do elektroinstalační krabice
Instalační přístroje v evropském provedení se upevňují k elektroinstalačním krabicím dvěma základními způsoby:
- přišroubováním – krabice mají uvnitř dva výstupky s předlisovanými otvory. V základové desce přístroje jsou vystřiženy odpovídající otvory ledvinovitého tvaru. Rozteč středů otvorů v krabici i v základové desce je u evropských výrobců jednotně 60 mm. Při montáži přístroje se nejprve propojí mechanismus (strojek) s vodiči a následně se základová deska dvěma šrouby do plastu přitáhne ke krabici. Ledvinovitý tvar otvorů v základové desce dovoluje mírné natočení přístroje proti krabici tak, aby přístroj byl ve vodorovné poloze, i když krabice není upevněna ideálně.
- drápky – některé instalační přístroje mají mimo připevňovacích otvorů ještě mechanické výsuvné opěrky, tzv. drápky. Zapojený přístroj se vloží do krabice a šroubováním se roztahují drápky, dokud se neopřou o stěny krabice. Takto lze korigovat i velmi nepřesně upevněnou krabici, případně krabici „utopenou“ ve stěně, u které by délka šroubů nestačila ke spolehlivému upevnění.

## Materiály pro výrobu elektroinstalačních krabic
Historicky (1. polovina 20. století) byly zhotovovány elektroinstalační krabice z tenkého ocelového plechu s povrchovou úpravou žárovým pozinkováním. Vnitřek krabice byl vyložen izolačním materiálem, což byl často papír (lepenka).
Když se jako izolační materiál prosadily reaktoplasty, konkrétně bakelit, zhotovovaly se elektroinstalační krabice jako výlisky z bakelitu.
V současnosti se zhotovují elektroinstalační krabice přednostně z termoplastů, některé druhy se zvýšeným krytím a zlepšenou mechanickou odolností se zhotovují jako tlakové odlitky z hliníku. Použité plasty mohou být například: samozhášivý polyvinylchlorid, bezhalogenový PP, ABS, polyamid.